# Tonnenbojer

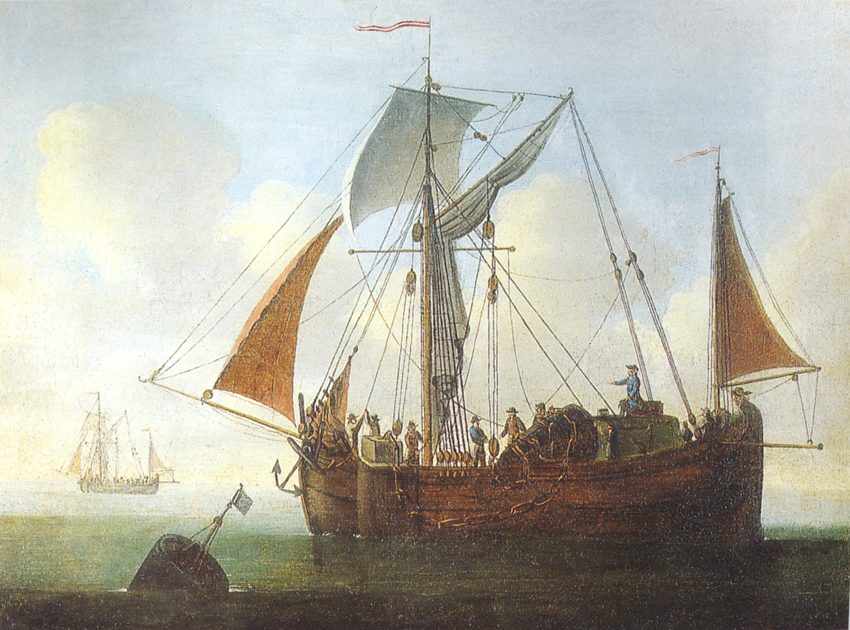
Zwei Tonnenbojer um 1770

Ein Tonnenbojer war im 18. Jahrhundert ein Schiff, mit dem im Frühjahr in Niederdeutschland Seetonnen oder -baken in das Fahrwasser ausgebracht wurden. Im Herbst wurden die Seezeichen dann wieder eingesammelt, um bei Eisgang nicht beschädigt zu werden.
Heute werden diese Schiffe Tonnenleger genannt.